# Marcel Weiss
Marcel Weiss (1912–2009) là một nhà quay phim người Pháp.

## Tác phẩm
- A Cage of Nightingales (1945)
- Operation Swallow (1948)
- Scandal on the Champs-Élysées (1949)
- Thirst of Men (1950)
- My Brother from Senegal (1953)
- Cet homme est dangereux (1953)
- The Blonde Gypsy (1953)
- One Bullet Is Enough (1954)
- OSS 117 Is Not Dead (1957)
- The Amorous Corporal (1958)
- Mimi Pinson (1958)
- The Long Absence (1961)
- Codine (1963)
- Un linceul n'a pas de poches (1974)